# يوري بروتاسوف
يوري بروتاسوف مواليد 23 أبريل 1984، هو سائق راليات أوكراني بدأ مسيرته في سنة 2011. كان أول رالي له هو رالي السويد 2011. تنافس في بطولة العالم للراليات.

## روابط خارجية
- يوري بروتاسوف على موقع DriverDB.com (الإنجليزية)